# Nikaragua na Mistrzostwach Świata w Lekkoatletyce 2022
Nikaragua na Mistrzostwach Świata w Lekkoatletyce 2022 – reprezentacja Nikaragui podczas mistrzostw świata w Eugene liczyła jednego zawodnika zawodnika.

## Skład reprezentacji

### Mężczyźni
| Zawodnik       | Konkurencja   | Eliminacje | Eliminacje | Półfinał | Półfinał | Finał | Finał   | Źródło |
| Zawodnik       | Konkurencja   | Wynik      | Pozycja    | Wynik    | Pozycja  | Wynik | Pozycja | Źródło |
| -------------- | ------------- | ---------- | ---------- | -------- | -------- | ----- | ------- | ------ |
| Dexter Mayorga | bieg na 400 m | 48,40      | 39.        | NQ       | NQ       | NQ    | NQ      | [ 1 ]  |